# 中国人民解放军空军工程大学
中国人民解放军空军工程大学，简称空军工程大学，本部位于陕西省西安市灞桥区长乐东路甲字1号，隶属中国人民解放军空军，是空军综合性军事高等院校，是中国人民解放军五所综合大学之一、中国人民解放军对外开放院校。

## 沿革
中国人民解放军空军工程学院
- 1959年12月31日，中央军委决定，在空军新组建一所工程学院。1960年1月，空军党委确定自空军部队和院校选调干部，成立工程学院筹建处。1961年1月，步兵第一九〇师师部机关和步兵第五六八团作为工程学院组建基础。1961年2月，国防部发布命令，授予学院“中国人民解放军空军工程学院”番号[3]。1961年9月1日，中国人民解放军空军工程学院正式成立。
- 1961年开始招收学员。学院设办公室、训练部、政治部、院务部。学院下辖飞机发动机系、军械系、特设系、无线电系、机场建筑系。1963年2月增设工程系[4]。
- 1969年11月9日，更名中国人民解放军空军第一专科学校[3][4]。
- 1975年5月7日，升格中国人民解放军空军工程学院[3][4]。
- 1976年5月14日，学院成为空军直属单位[4]。
- 1978年2月，学院设训练部、政治部、研究部、院务部，下设一系、二系、三系、四系、五系、六系和外训大队[4]。
- 1979年4月，空军工程学院列入全国重点院校[4]。
- 1981年11月7日，撤销研究部，增设函授研究生教育处[4]。
- 1982年3月18日，中央军委批准空军工程学院为学士学位授予单位，专业是机场建筑和洞库、营房建筑[4]。
- 1986年8月11日，国务院学位委员会批准空军工程学院为硕士学位授予单位，学科专业是通信与电子、岩土工程、公路工程、航空发动机、飞行器导航控制系统、航空宇航系统工程、管理工程[4]。

中国人民解放军空军导弹学院
- 中国人民解放军空军第八航空预备学校：1953年6月，在河北保定建立中国人民解放军第八航空预科总队。1954年，改建中国人民解放军第八航空预备学校[5]。
- 中国人民解放军空军技术学校：1955年，华北军区第四文化师范学校、防空军高射炮兵学校（第三营修理系）合并，建立中国人民解放军防空军技术学校。1957年，更名中国人民解放军空军技术学校。1958年，防空军技术学校（高炮技术干部培训）分出，并入空军高炮学校。
- 1958年5月，中央军委决定组建第一所导弹技术学校。1958年6月4日，空军下达了组建空军导弹学校的命令，以驻河北省保定市的第八航空预备学校、驻吉林省长春市的空军技术学校为基础，在保定成立空军导弹学校。1958年9月12日，国防部发布命令，命名空军导弹学校为中国人民解放军空军第十五航空学校。执行军级权限。业务受空军技术部领导。在南京军事学院空军系高级速成班学习的广州军区空军参谋长王定烈为首任校长，空军第一政治学校第一副校长魏志明为首任政委，防空军雷达学校校长王殿春任副校长，防空军技术学校政委刘及武任副政委兼政治部主任，空军军校管理部组织计划处处长唐刚任训练部长，北京军区空军干部部组织处处长解兆元任干部部长。1958年9月29日正式成立开学[4]。
- 1959年2月，空军第十五航空学校由河北省保定市迁至陕西省三原县[4]。
  - 1959年，部分分出，参与合组海军特种技术学校，后为海军航空工程学院。
  - 1959年，部分分出，并入西安炮兵学校，后为第二炮兵工程学院。
- 1960年1月18日，更名中国人民解放军空军高级专科学校[4]。
- 1963年3月16日，更名中国人民解放军空军第四高级专科学校[4]。
- 1965年7月19日，升格中国人民解放军空军技术学院[4]。
- 1969年11月9日，改建中国人民解放军空军第二专科学校[4]。
- 1975年5月3日，改建中国人民解放军空军第二高射炮兵学校[4]。
- 1978年10月9日，升格中国人民解放军空军第二高射炮兵学院[4]。
- 1983年7月14日，更名中国人民解放军空军地空导弹学院[4]。
- 1986年6月23日，更名中国人民解放军空军导弹学院。学院（及1958年后的其前身各校）设训练部、政治部、院（校）务部、技术部（1986年6月以后撤销技术部），自1958年至1960年辖三个学员大队；1960年至1978年10月辖5个系，1978年10月以后辖4个系；1986年6月空军导弹学院调整了系的设置，设雷达工程、计算工程、导弹工程、指挥工程4个系。学院有硕士学位授予权。学制2至4年不等,培训分为研究生、大学本科、大学专科、中专、士官5个层次[4]。

中国人民解放军空军电讯工程学院
- 1950年，建立中国人民解放军西北航空处西安通信总队。设在西安西门外飞机场跑道旁，此处在中华民国时期称为“劳动营”（即用来关押被扣留的“投奔延安人员”的集中营）。设4个学员大队。首先开展“劳动建校”。
- 1951年，更名中国人民解放军第三航空预科总队。团级编制，杜宇波任校长，陈昂任副校长，史道任政委。
- 1954年，更名中国人民解放军第三航空预备学校。
- 1957年，组建中国人民解放军空军通信学校[6]。
  - 1958年，空军通信学校原第三预备航空学校部分分出，参与合组中国人民解放军第十六航空学校。
- 1969年，撤销空军通信学校。
  - 空军通信学校（无线电部分）分出，参与合组空军第四专科学校，后为空军雷达学院。
- 1974年，复建中国人民解放军空军通信学校。
- 1986年，升格中国人民解放军空军电讯工程学院。1986年开始招收培养硕士生，1990年被批准为硕士学位授予单位[6]。
- 1992年10月，空军电讯工程学院并入西安通信学院[6]。
- 1993年7月，西安通信学院原空军电讯工程学院部分再次分出，恢复中国人民解放军空军电讯工程学院[6]。

中国人民解放军空军工程大学
- 1999年7月，空军工程学院、空军导弹学院、空军电讯工程学院合并，组建中国人民解放军空军工程大学[7][8]。1999年7月22日，中国人民解放军空军工程大学成立大会在西安举行，空军司令员刘顺尧宣读了中央军委主席江泽民签署的命令，并向大学授军旗，空军政委乔清晨为校牌揭幕[9]。三个学院分别改为空军工程大学工程学院、空军工程大学导弹学院、空军工程大学电讯工程学院[10]。到2010年代，该校主要为空军航空兵、地面防空兵、通信兵等兵种培养高层次工程技术军官和指挥军官，承担着空军70%地面军官和20多个国家留学生的培训任务[11]。
- 2004年，空军工程大学新组建理学院。2012年，空军工程大学的3所专业学院分别更名为航空航天工程学院、防空反导学院、信息与导航学院，并新组建空管领航学院（由空军工程大学航空管制系、空军第二飞行学院预警指挥引导系合并组建）、装备管理与安全工程学院（在空军工程大学工程学院航空装备管理工程系的基础上创建）[7][11][10]。
- 2008年1月，空军工程大学与其中心校区所在的西安市灞桥区浐灞生态区签订军地共建协议[12]。
- 2014年，新一届学校党委班子研究确立了“面向空天 脚踏实地 传承创新”校训[8]。
- 2017年，在深化国防和军队改革中，中国人民解放军空军第一航空学院并入空军工程大学，改为中国人民解放军空军工程大学航空机务士官学校[7][11]。
- 2017年7月21日，中国人民解放军空军工程大学成立大会在西安举行，空军政委于忠福将中国人民解放军军旗授予该校校长张凤鸣、政委朱瑞[13]。

## 历任领导

### 中国人民解放军空军工程学院
| 院长 1. 常乾坤 中将（1960年9月—？） 2. 薛少卿（？—1969年11月） 3. 齐焜（1970年5月25日—1975年5月，空军第一专科学校校长；1975年5月—？，空军工程学院院长） 4. 高洪举（？—1983年5月20日） 5. 李瑞迁 空军少将（1983年5月20日—1990年7月） 6. 张志勇 空军少将（1990年7月—1993年2月） 7. 宋殿毅 空军少将（1993年2月—？） 8. 刘凤山 空军少将（？—1996年3月；1997年12月—1999年7月） | 政治委员 1. 常乾坤 中将（1960年9月—1964年8月，院长兼） 2. 韦祖珍 少将（1964年8月—1968年11月） 3. 张铭（1970年5月25日—1975年5月，空军第一专科学校政治委员） 4. 张虎忱（1978年1月25日—1980年） 5. 冯应山（1980年5月5日—1983年） 6. 高洪举（1983年5月20日—1985年） 7. 冯玉秀（1985年7月6日—1986年） 8. 侯志新 空军少将（1986年12月20日—1990年6月） 9. 曾瑞生 空军少将（1990年—？） 10. 高文廉 空军少将（1994年4月—1996年3月） 11. 任光明 空军少将（1996年—1998年8月） 12. 张正鑫 空军少将（1998年—1999年） |

### 中国人民解放军空军导弹学院
| 院长 - ？（1953年—1954年，第八航空预科总队总队长） - 张云（？—？，第八航空预备学校校长） - 王定烈（1958年9月—1960年，空军第十五航空学校校长） - 宋映（1960年—？，空军高级专科学校、空军第四高级专科学校校长，空军技术学院院长） - 高树志（？—1976年8月，空军第二高射炮兵学校校长） - 唐刚（1976年—1983年，空军第二高射炮兵学校校长、空军第二高射炮兵学院院长） - 沈福林 空军少将（1983年—1989年，空军地空导弹学院、空军导弹学院院长） - 侯勉 空军少将（1989年7月—1994年12月） - 陈鸿猷 空军少将（1994年12月—1999年7月） | 政治委员 - 邱仁华（1953年—1954年，第八航空预科总队政治委员；1954年—？，第八航空预备学校政治委员） - 方野明（？—？，第八航空预备学校政治委员） - 魏志明（1958年10月—？，空军第十五航空学校、空军高级专科学校、空军第四高级专科学校校长、空军技术学院政治委员） - 李建军（？—？，空军第二高射炮兵学校政治委员） - 冯应山（？—？，空军第二高射炮兵学院政治委员） - 唐刚（？—1983年，空军第二高射炮兵学院政治委员） - 娄树勋 空军少将（1983年—1989年，空军地空导弹学院、空军导弹学院政治委员） - 金恭 空军少将（1989年7月—1990年12月） - ？（1990年—1992年） - 任光明 空军少将（1992年8月—1996年） - 杨德康 空军少将（？—1999年） |

### 中国人民解放军空军电讯工程学院
| 院长 - 于德甫（1957年—？，空军通信学校校长） …… - 杨钧锡 空军少将（？—1993年12月） - 王士松 空军少将（1993年12月—1999年7月） | 政治委员 - 徐宗华（1957年—？，空军通信学校政治委员） …… - 刘绪敏 空军少将（？—1990年6月） - 侯志新 空军少将（1990年6月—1993年12月） - 唐得生 空军少将（1993年12月—1999年7月） |

### 中国人民解放军空军工程大学
| 校长 1. 刘凤山 空军少将（1999年7月—2003年12月） 2. 蔡凤震 空军少将（2003年12月—2006年7月） 3. 李学忠 空军少将（2006年7月—2010年4月） 4. 张洪贺 空军少将（2010年4月—2012年12月） 5. 马军 空军少将（2012年12月—2017年） 6. 张凤鸣 空军少将（2017年7月—） | 政治委员 1. 杨德康 空军少将（1999年7月—2002年12月） 2. 王鸿生 空军少将（2002年12月—2007年6月） 3. 何立国 空军少将（2007年6月—2010年1月） 4. 张学义 空军少将（2010年1月—2012年12月） 5. 张磊 空军少将（2012年12月—2017年） 6. 朱瑞 空军少将（2017年7月—） |

## 学院设置
- 航空工程学院
- 防空反导学院
- 信息与导航学院
- 空管领航学院
- 装备管理与无人机工程学院
- 研究生院
- 航空机务士官学校[27]

## 专业设置
2017年，学校有28个本科专业（方向）、63个硕士学位授权点、36个博士学位授权点、8个博士后科研流动站。拥有5个军队重点学科，2个国家重点学科，16个军队（省）级重点实验室和实验教学示范中心，1个国家重点实验室，3个国家级实验教学示范中心。在2012年全国一级学科整体水平评估中，2个学科（航空宇航科学与技术、兵器科学与技术）进入前十名。2017年招生的本科专业有：
- 机械工程
- 机械电子工程
- 电气工程及其自动化
- 电子信息工程
- 通信工程
- 导航工程
- 飞行器动力工程
- 飞行器适航技术
- 武器系统与工程
- 武器发射工程
- 运筹与任务规划
- 火力指挥与控制工程
- 空天防御指挥与控制工程
- 航空管制与领航工程
- 军事设施工程
- 场站管理工程
- 指挥信息系统工程
- 航空装备工程
- 雷达工程
- 导弹工程
- 无人装备工程[11]

## 校区
截至2017年，学校有5个校区，占地8000余亩。
- 中心校区：位于陕西省西安市灞桥区长乐东路甲字1号。设防空反导学院（前身是空军导弹学院）、空管领航学院、装备管理与安全工程学院、理学院[10]。
- 鹿塬校区：位于陕西省西安市灞桥区。设航空航天工程学院（前身是空军工程学院）[10]。
- 桃园校区：位于陕西省西安市莲湖区。设信息与导航学院（前身是空军电讯工程学院）[10]。
- 三原校区：位于陕西省三原县，是原空军导弹学院的院址[28]。
- 航空机务士官学校：位于河南省信阳市。

### 引用
1. ↑  . 中国人民解放军空军工程大学.   [2024-03-26]. （原始内容存档于2024-03-26）.
2. ↑  空军工程大学，思想教育研究2005(10)
3. 1 2 3  . 中国招生考试网. 2011-07-12  [2017-06-08]. （原始内容存档于2019-01-24）.
4. 1 2 3 4 5 6 7 8 9 10 11 12 13 14 15 16 17 18 19 20 21 22 23 24 25 26 27 28 29 30 31 32 33 34 35 36 37 38 39 40 41 42 43 44  . 三秦游网. 2013-08-06  [2017-06-08]. （原始内容存档于2017-08-06）.
5. ↑  . 凤凰网. 2017-08-24  [2017-10-02]. （原始内容存档于2019-05-10）.
6. 1 2 3 4  . 新华网. 2008-01-14  [2017-06-08]. （原始内容存档于2010-05-22）.
7. 1 2 3  . 澎湃新闻. 2017-06-08  [2017-06-08]. （原始内容存档于2020-11-04）.
8. 1 2  . 陕西传媒网. 2015-04-27.[永久]
9. ↑  . 人民日报. 1999年7月23日，第3版  [2017年6月8日]. （原始内容存档于2019年1月24日）.
10. 1 2 3 4 5 6  . 空军工程大学.   [2017-06-08]. （原始内容存档于2020-11-04）.
11. 1 2 3 4 5 6  . 中华人民共和国国防部. 2017-06-08  [2017-06-08]. （原始内容存档于2020-01-14）.
12. ↑  . 新浪. 2008-01-18  [2017-10-03]. （原始内容存档于2020-11-04）.
13. 1 2 3  . 澎湃新闻. 2017-07-29  [2017-08-07]. （原始内容存档于2020-11-04）.
14. ↑  . 新华网. 2013-12-10.
15. 1 2 3  . 三秦游网. 2013-11-18  [2017-06-08]. （原始内容存档于2020-11-04）.
16. ↑  申进科、吴德超、马超臣，一生“干干净净”令人敬仰——追记空军装备部原政委高文廉，军营文化天地2008(11)
17. 1 2  . 淄博党史网. 2011-12-26  [2017-06-08]. （原始内容存档于2020-11-04）.
18. ↑  . 解放军报. 2014-10-12  [2017-10-02]. （原始内容存档于2020-11-04）.
19. ↑  河南省地方史志编纂委员会. . 河南人民出版社. 1997年  [2017-10-02]. （原始内容存档于2015-08-11）.
20. ↑  . 西安新闻网. 2008-01-18  [2016-09-05]. （原始内容存档于2016-09-11）.
21. ↑  . 搜狐. 2006-11-20  [2017-06-08]. （原始内容存档于2020-11-04）.
22. ↑  . 中国军网.   [2014-04-28]. （原始内容存档于2015-05-02）.
23. 1 2  . 中国广播网. 2013-03-19  [2017-06-08]. （原始内容存档于2017-08-07）.
24. ↑  . 凤凰网. 2011-04-01  [2016-09-05]. （原始内容存档于2019-06-29）.
25. ↑  . 西安交通大学. 2012-01-06.[永久]
26. ↑  . 新华网. 2013-05-03  [2016-09-05]. （原始内容存档于2013-05-09）.
27. ↑  . 中国人民解放军空军工程大学.   [2024-03-26]. （原始内容存档于2024-03-26）.
28. ↑  . 中华人民共和国国防部. 2014-09-12  [2017-06-08]. （原始内容存档于2020-02-23）.